# Трёх Святителей (линейный корабль, 1819)
«Трёх Святителей» или «Три Святителя» — парусный линейный корабль Балтийского флота Российской империи, участник плавания эскадры кораблей Российского флота в Атлантический океан в 1824 году. Корабль строился в рамках самой многочисленной серии 74-пушечных парусных линейных кораблей российского флота типа «Селафаил». Был одним из кораблей, пострадавших во время наводнения в Кронштадте 1824 года.

## Описание судна
Представитель серии парусных двухдечных линейных кораблей типа «Селафаил», самой многочисленной серии 74-пушечных линейных кораблей Российского императорского флота. Корабли этой серии строились с 1803 по 1825 год на верфях Санкт-Петербурга и Архангельска. Всего в рамках серии было построено 23 линейных корабля. Все корабли серии отличались прочностью конструкции и отличными мореходными качествами.
Водоизмещение корабля составляло 2700 тонн, длина по сведениям из различных источников 54,25—54,3 метра, ширина — 14,6 метра, осадка — 6,2 метра, а глубина интрюма — 5,82—5,9 метра. Вооружение судна составляли 74 орудия, а экипаж мог состоять от 570 до 610 человек.

## История службы
Линейный корабль «Трёх Святителей» был заложен на Соломбальской верфи 8 (20) февраля 1818 года и после спуска на воду 31 июля (12 августа) 1819 года вошёл в состав Балтийского флота России. Строительство вёл корабельный мастер пятого класса A. M. Курочкин.
В 1820 году в составе отряда под командованием капитана 1-го ранга Д. В. Руднева, включавшего помимо корабля еще три фрегата, совершил переход из Архангельска в Кронштадт. В 1824 году находился в составе эскадры вице-адмирала Р. В. Кроуна, которая совершила плавание в Атлантический океан. Корабли эскадры дошли до берегов Исландии, после чего обогнули с запада острова Великобритании и Ирландии, через пролив Ла-Манш вышли в Северное море и вернулись в Балтийское море, завершив плавание в Кронштадте.
Во время наводнения в Кронштадте 7 (19) ноября 1824 корабль «Трёх Святителей» находился в Военной гавани, был сорван с якорей и отнесён на отмель, с которой так и не был снят, а в 1828 году — на той же отмели разобран.

## Командиры корабля
Командирами линейного корабля «Трёх Святителей» в разное время служили:
- капитан 1-го ранга Д. В. Руднев (1820 год)[11];
- капитан-лейтенант Г. И. фон Платер (1824 год)[12].

### Комментарии
1. ↑  Также в серию входили «Селафаил» (головной корабль серии), «Сильный», «Орёл», «Северная звезда», «Борей», «Не тронь меня», «Святослав», «Трёх Иерархов», «Норд-Адлер», «Принц Густав», «Берлин», «Гамбург», «Дрезден», «Любек», «Арсис», «Кацбах», «Ретвизан», «Святой Андрей», «Сысой Великий», «Прохор», «Князь Владимир» и «Царь Константин».
2. ↑  178 футов.
3. ↑  48 футов.
4. ↑  19 футов 3 дюйма.